# Медора (Илиноис)
Медора (енгл. Medora) град је у америчкој савезној држави Илиноис.

## Демографија
По попису из 2010. године број становника је 419, што је 82 (-16,4%) становника мање него 2000. године.
| Група             | 2000.       | 2010.       |
| Белци             | 483 (96,4%) | 411 (98,1%) |
| Афроамериканци    | 0 (0,0%)    | 0 (0,0%)    |
| Азијати           | 1 (0,2%)    | 1 (0,2%)    |
| Хиспаноамериканци | 8 (1,6%)    | 2 (0,5%)    |
| Укупно            | 501         | 419         |